# Angry Birds Star Wars 2
Angry Birds Star Wars 2 — мобильная игра от финской компании Rovio Entertainment, часть серии Angry Birds, вышедшая в 2013 году. Она была анонсирована 15 июля 2013. Игра посвящена и сделана по мотивам трилогии приквелов фильма «Звёздные войны», а также мультсериала «Звёздные войны: Повстанцы» от Disney. Является продолжением вышедшей годом ранее Angry Birds Star Wars.
В июне 2019 года была удалена из магазинов Google Play и AppStore.

## Игровой процесс
Одной из главных отличительных особенностей Angry Birds Star Wars II является возможность играть на стороне свиней. Как и во всех играх серии, герои имеют собственные суперспособности, которые активируются при нажатии. Присутствовала система донатов и достижений, покупка персонажей для использования на уровнях, сохранение прогресса в учётной записи Rovio, а также ежедневный бонус. Помимо этого, персонажей можно было получить, сканируя игрушки «Telepods». Ранее существовала платная версия игры, не содержащая рекламы и имеющая более высокое разрешение.
В игре присутствует 6 эпизодов, каждый из них отсылает на события и локации из оригинальной франшизы: «Вторжение на Набу» (планета Набу для птичьей стороны, корабль Торговой Федерации для стороны свиней), «Побег на Татуин» (для обеих сторон планета Татуин, но в разных локациях), «Битва за Набу» (для обеих сторон планета Набу, но в разных локациях), «Восстание клонов» (планета Корусант для птичьей стороны, планета Камино для стороны свиней), «Месть ветчины» (планета Джеонозис для птичьей стороны, планета Мустафар для стороны свиней) и «Мятежники», повествующие о мультсериале «Звездные войны: Повстанцы». Присутствуют также 2 бонусные главы: «Управляй своей судьбой» и «Глава наград».

## Отзывы
| Сводный рейтинг       | Сводный рейтинг |
| Агрегатор             | Оценка          |
| --------------------- | --------------- |
| GameRankings          | 75,06 %         |
| Metacritic            | 77/100          |
| Иноязычные издания    |                 |
| Издание               | Оценка          |
| TouchArcade           | [ 8 ]           |
| Русскоязычные издания |                 |
| Издание               | Оценка          |
| StopGame.ru           | Изумительно     |
| «Игры Mail.ru»        | 7/10            |

На Metacritic игра получила 77/100 баллов по результатам 24 отзывов. Angry Birds Star Wars 2 была рекомендована сообществом и коллективом редакторов российского сайта 4PDA. Сайт StopGame дал оценку «Изумительно» (максимальная оценка).